# Dianthus seravschanicus
Dianthus seravschanicus är en nejlikväxtart som beskrevs av Boris Konstantinovich Schischkin. Dianthus seravschanicus ingår i släktet nejlikor, och familjen nejlikväxter. Inga underarter finns listade i Catalogue of Life.